# Unidad de proceso
La unidad de proceso o unidad de procesamiento es uno de los tres bloques funcionales principales en los que se divide una unidad central de procesamiento (CPU). Los otros dos bloques son la unidad de control y el bus de entrada/salida.
La función de la unidad de proceso es ejecutar las tareas que le encomienda la unidad de control. Para esto, la unidad de proceso emplea los siguientes elementos:
- Unidad aritmético lógica, para llevar a cabo operaciones aritméticas básicas como suma, resta, multiplicación, cambio de signo, etc, funciones lógicas bitwise como NOT, AND, OR, XOR, comparaciones, desplazamientos y rotaciones de bits, y otras.
- Unidad de coma flotante, para realizar eficientemente operaciones matemáticas con números reales que no pueden ser realizadas directamente mediante la unidad aritmético lógica, salvo mediante emulación por software.
- El registro acumulador, que guarda los operandos y los resultados de las operaciones.
- El registro de estado, que guarda determinados indicadores acerca del resultado de las operaciones realizadas.